# ویل (کلرادو)
وِیل (به انگلیسی: Vail) (آوایش انگلیسی: /veɪl/) شهری در ایالت کلرادو کشور ایالات متحده آمریکا است که جمعیت آن در سرشماری سال ۲۰۱۰ میلادی، ۵٬۳۰۵ نفر بوده‌است.